# Llano de Tepehuaje
Llano de Tepehuaje är en ort i Mexiko.   Den ligger i kommunen Metlatónoc och delstaten Guerrero, i den sydöstra delen av landet, 270 km söder om huvudstaden Mexico City. Llano de Tepehuaje ligger 774 meter över havet och antalet invånare är 259.
Terrängen runt Llano de Tepehuaje är kuperad åt sydost, men åt nordväst är den bergig. Llano de Tepehuaje ligger nere i en dal. Runt Llano de Tepehuaje är det ganska glesbefolkat, med 27 invånare per kvadratkilometer. Närmaste större samhälle är Tierra Colorada, 7,4 km öster om Llano de Tepehuaje. I omgivningarna runt Llano de Tepehuaje växer huvudsakligen savannskog.